# Еакиди
Еакиди е понятие от гръцката митология, отнасящо се за преките потомци на Еак. Най-често Еакид се използва като епитет на Пелей.